# Wasserbehälter (Uelversheim)

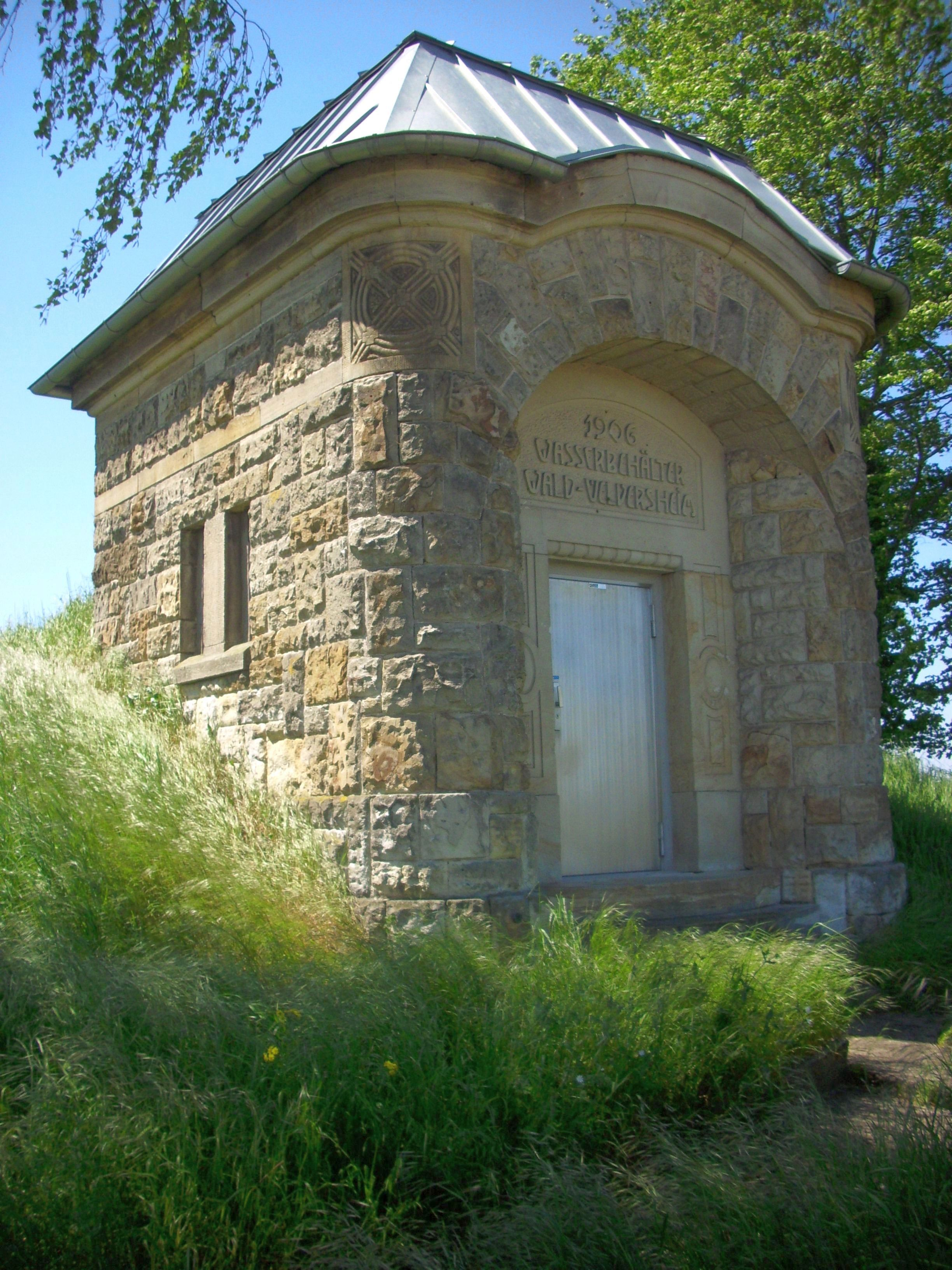
Wasserbehälter in Uelversheim

Der Wasserbehälter in Uelversheim, einer Ortsgemeinde im Landkreis Mainz-Bingen in Rheinland-Pfalz, wurde 1906 errichtet. Der Wasserbehälter südöstlich des Ortes in der Flur Am Alsheimer Weg ist ein geschütztes Kulturdenkmal.
Der Typenbau mit barockisierenden Formen ist mit der Jahreszahl 1906 bezeichnet. Er besitzt abgerundete Kanten und ist aus Sandsteinquadermauerwerk errichtet.
Das Bauwerk wurde nach Plänen des Architekten Wilhelm Lenz von der Großherzoglichen Kulturinspektion Mainz errichtet. Der Wasserbau-Ingenieur und Baubeamte Bruno von Boehmer entwarf und leitete von 1897 bis 1907 die Modernisierung der Wasserversorgung großer Teile Rheinhessens.